# Mabian He
Mabian He (kinesiska: 马边河) är ett vattendrag i Kina. Det ligger i provinsen Sichuan, i den sydvästra delen av landet, omkring 170 kilometer söder om provinshuvudstaden Chengdu.
Genomsnittlig årsnederbörd är 1 353 millimeter. Den regnigaste månaden är juli, med i genomsnitt 304 mm nederbörd, och den torraste är december, med 14 mm nederbörd.